# Mãe Simplícia de Ogum
Mãe Simplícia de Ogum, Simpliciana da Encarnação, Ogum Dequissi, (1922 - 1967), era filha carnal de Maria das Neves da Conceição (Oiá Bii), foi Ialorixá do Candomblé Ilê Axé Oxumarê no local antigamente chamado de Mata Escura,  bairro da Federação, Salvador, Bahia.
Em 1936 aos 14 anos foi iniciada por Mãe Cotinha de Ieuá que depois se tornou sua cunhada por seu casamento com Hilário Bispo dos Santos (Vovô Hilário), irmão de Mãe Cotinha.
Em 1954 aos 38 anos com o falecimento de Mãe Francelina de Ogum, tomou posse como Ialorixá da Casa de Oxumarê.
Teve cinco filhos: Jutaí Bispo dos Santos, Tânia Maria Bispo da Encarnação, Nilton Bispo dos Santos, Nilzete Austriquiliano da Encarnação e Erenilton Bispo dos Santos, todos iniciados na Casa de Oxumarê.

## Encontro com o Presidente
Mãe Simplícia de Ogum em uma visita que fêz ao presidente Getúlio Vargas no Palácio do Catete, no Rio de Janeiro, pediu a liberdade de culto para Candomblé, o pedido foi atendido.